# ZPU
Pour les articles homonymes, voir ZPU (homonymie).
ZPU, de son vrai nom Juan Prieto Sánchez, né le  11 mars 1981 à Barcelone, en Catalogne, rappeur espagnol. Il commence sa carrière musicale au sein du groupe nommé Muerte Acústica (qui sera plus tard appelé Magnatiz) avant de le quitter quelques années plus tard. En 2008, il publie son second album solo Contradicziones.

## Biographie
Il commence sa carrière musicale au sein du groupe nommé Muerte Acústica (qui sera plus tard appelé Magnatiz) formé autour de l'année 1994 et 1995. En 1997, ils publient leur première démo Las rimas escritas benditas. Des années plus tard, en profitant d'un changement de DJ le groupe change de nom pour Magnatiz, avant de se séparer. Concernant son nom de scène, il explique que « le Z fait référence à Zorek, le P est mon prénom, Prieto. Et le U, parce que ça allait bien avec. »
En 2006, ZPU lance son premier album solo, El hombre de oro, enregistré au studio Lebuqe et publié au label EnkÖmen Rec, et fait participer Nach (Noches en BCN), Abram (Palabras de honor), Maikro (Madre Tierra), et Marco Fonktana (Odio y amor), entre autres. Le projet contient 17 chansons. En 2007, il travaille sur son deuxième album Contradicziones et apparait dans des collaborations avec d'autres artistes tels que Chiva, Del Valle, et Mindheart. En 2008, il sort son second album sous le titre Contradicziones dans lequel il collabore avec Nach et Diana Feria. Il est enregistré au Lebuqe, publié au label Zona Bruta, et atteint la 52e place des classements musicaux espagnols.

## Discographie

### Albums studio
- 2006 : Hombre de Oro
- 2008 : Contradicziones
- 2010 : He tenido un sueño

### Albums collaboratifs
- 2000 : A Puerto (avec Magnatiz)
- 2002 : Rara Avis (avec Magnatiz)

### Collaborations
- Shuga Wuga "Dime que no" (2001)
- Shuga Wuga "Malizzia" (2002)
- Loren "El proyecto del mono" (2004)
- Ases "Todo es decisión tuya" (2005)
- Abram "Necrópolis" (2005)
- Bazzel "La última nota" (2005)
- Porta "No es cuestión de edades" (2006)
- Chiva "Cuando el corazón aprieta" (2006)
- Nokley "Nokley beats vol. 1" (2006)
- Maikro "Plenilunio" (2006)
- Maikro "Que seria" (2006)
- Recopilatorio "Flameado de Flow" (2006)
- Porta "No hay truco" (2006)
- Dawizard "Revolución" (2006)
- Nach "Noches en Bcn" (2006)
- Suko "Pa lo que sea (man)" (2007)
- Del valle "Pistolas y Rosas" (2007)
- Desplante "Baile de Mascaras" (2007)
- Sector Expresion ""Musica"" (2007)
- Porta "En boca de tantos" (2008)
- Josué "Jericó" (2008)
- Nach "Deslizamiento" (2008)
- Nach "El juego del rap" (2008)
- Del valle "el principio del fin" (2008)